# Берново (Тверська область)
Берново (рос. Берново) — присілок в Старицькому районі Тверської області Російської Федерації.
Населення становить 562 особи. Входить до складу муніципального утворення Берновське сільське поселення.

## Історія
Від 2005 року входить до складу муніципального утворення Берновське сільське поселення. Раніше населений пункт належав до Берновського сільського округу.

## Населення
| 1859 | 1886 | 1989 | 2002 | 2010 |
| ---- | ---- | ---- | ---- | ---- |
| 482  | ↘326 | ↗701 | ↘587 | ↘562 |